# Coppa Italia 1995/1996
Pohárový ročník Coppa Italia 1995/96 byl 49 ročník italského poháru. Soutěž začala 19. srpna 1995 a skončila 18. května 1996. Zúčastnilo se jí celkem 48 klubů.
Obhájce z minulého ročníku byl klub Juventus FC.

## Vítěz
| Coppa Italia 1995/96 ACF Fiorentina (5. titul) |